# Ciherang (Nagreg)
Ciherang is een bestuurslaag in het regentschap Bandung van de provincie West-Java, Indonesië. Ciherang telt 6930 inwoners (volkstelling 2010).